# Paro camionero en Colombia de 2024
El paro camionero de 2024 fue una huelga convocada por sector camionero y algunos de transportes de pasajeros en Colombia entre el 1 de septiembre al 6 de septiembre de 2024. Esto causó importantes perturbaciones a la economía nacional.
El motivo del paro fue el incremento del ACPM con el valor de $2000 COP por galón, para saldar el déficit de los combustibles en el mercado internacional que estuvo subsidiario desde 2019 a igual que la gasolina se incrementó en 2023 entre los $500 al $800 por galón de forma gradual y las pérdidas de los transportadores por los altos precios de los fletes y peajes en la cual le están resultando muchos costos en medio de la crisis económica nacional.

## Eventos
Las ciudades afectadas por el paro fueron Bucaramanga, Cúcuta, Ocaña, Pasto, Tunja, Villavicencio, Valledupar, Barranquilla, Riohacha y Bogotá esta última fue la mayor afectación económica, educativa y social. El 4 de septiembre el presidente Gustavo Petro lo calificó como injustificado y que hay intereses de los grandes empresarios para explotar a los transportistas y ordenó a la Policía Nacional para desbloquear las vías, ya que estaba afectando los desplazamientos, las cadenas de distribución de mercancías, suministro de alimentos y medicinas.
Se realizó mesas de trabajo y de reunión entre los líderes del paro y representantes del gobierno con sus ministros de transporte, interior, minas y hacienda para buscar soluciones para la problemática, pero finalmente el 6 de septiembre de 2024 se logró varios acuerdos para levantar el paro entre esos puntos se destaca en aumento gradual el galon del ACPM a $400 COP de manera gradual, hasta diciembre del año actual,  se retiraron los vehículos en las vías y se restableció las labores de los transportadores.